# Diocèse d'Azogues
Le diocèse d'Azogues (en latin : Dioecesis Azoguensis ; en espagnol : Diócesis de Azogues) est un diocèse de l'Église catholique en Équateur suffragant de l'archidiocèse de Cuenca.

## Territoire
Le diocèse gère toute la province de Cañar sur un territoire d'une superficie de 4 515 km2 divisé en 31 paroisses. L'évêché est à Azogues avec la cathédrale saint François. Dans la même ville le sanctuaire de la Vierge du Nuage (es) est un lieu de dévotion à Notre-Dame-du-Nuage.
D'autres sanctuaires se trouvent dans le diocèse, celui de la Vierge du Rocío (es), celui du Seigneur de Burgos (es) dédié au Christ crucifié et le sanctuaire de Cañar (es) qui garde le souvenir d'un miracle eucharistique.

## Histoire
Le diocèse est érigé le 26 juin 1968 par la bulle Quo magis Christi fidelium du pape Paul VI en prenant sur le territoire de l'archidiocèse de Cuenca, dont Azogues devient le suffragant.
Par la lettre apostolique Quae sit Azoguensis du 12 octobre 1970, le pape Paul VI décrète que la Vierge Marie, vénérée  sous le vocable du Cœur immaculé de Marie, est la patronne du diocèse.

## Évêques
- José Gabriel Diaz Cueva (1968-1975) nommé évêque auxiliaire de Guayaquil
- Raúl Eduardo Vela Chiriboga (1975-1989) nommé évêque de l'ordinariat militaire d'Équateur
- Clímaco Jacinto Zarauz Carrillo (1990-2004)
- Carlos Anibal Altamirano Argüello (2004-2015)
- Oswaldo Patricio Ventimilla Cabrera (2016-  )